# 프리툴리

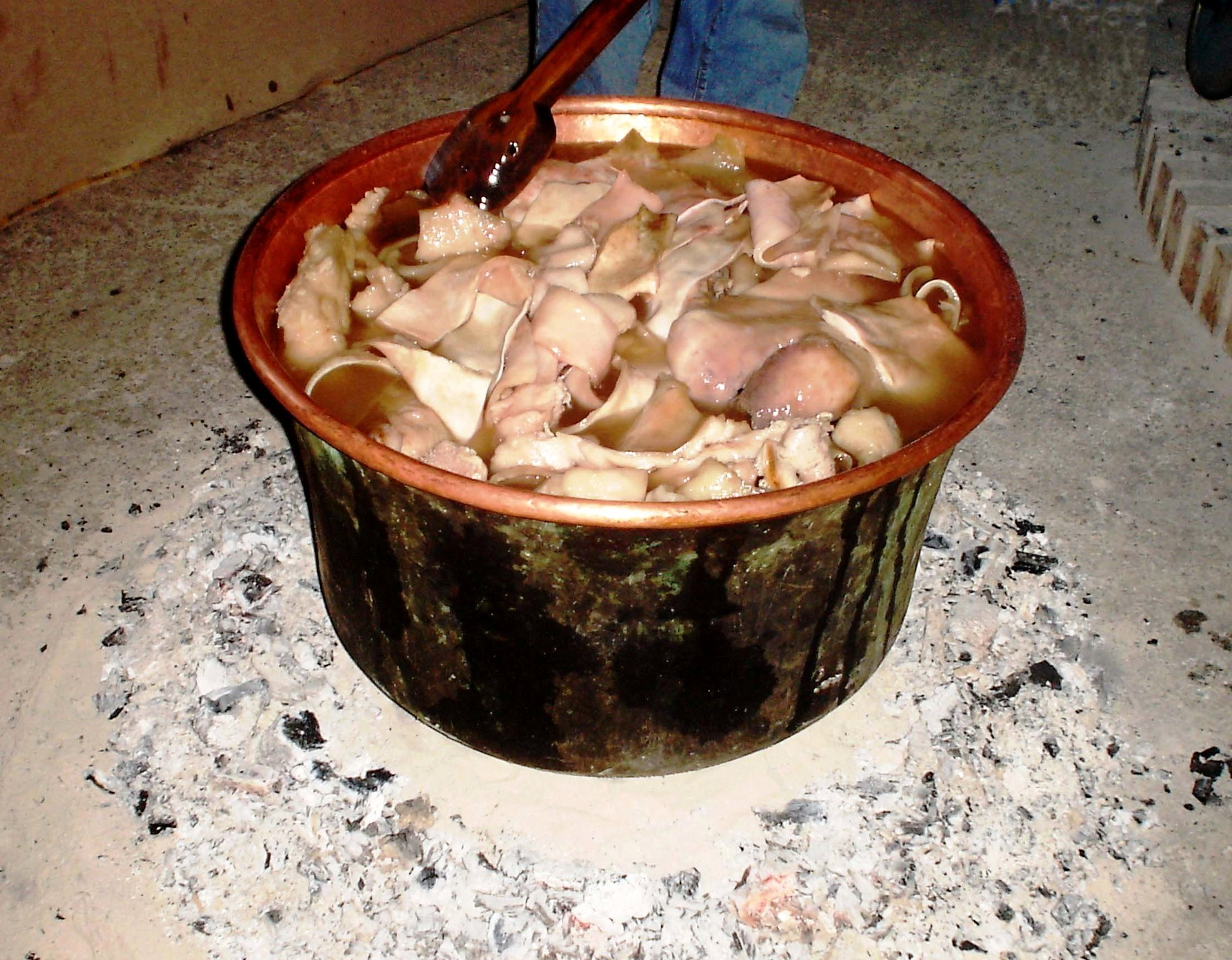
준비된 프리툴리

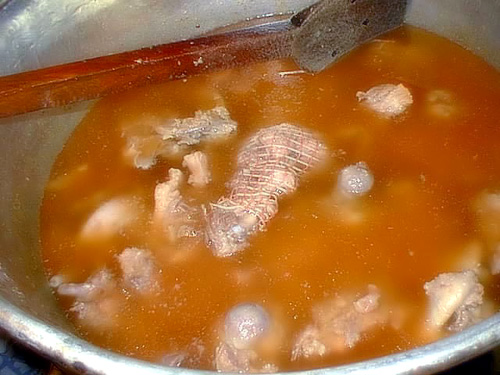
조리중

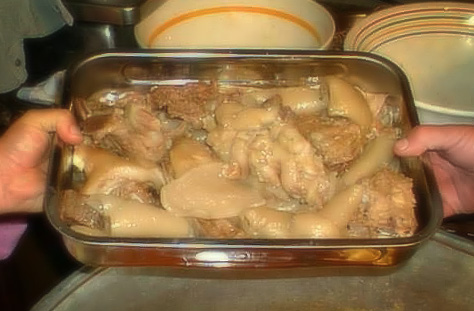
조리가 끝난 상태

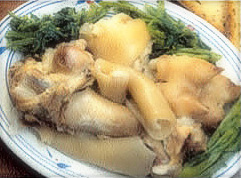
완성된 모습

프리툴리 (Frittole, 보통 "Frittuli")는 이탈리아 칼라브리아주에서 전통적으로 만들어 먹는 음식이다. 프리톨라(Frittola)는 시칠리아의 파레르모에서 먹는 것으로 돼지고기가 아니라 소고기로 만드는 차이가 있다.
프리툴리는 돼지 등뼈와 고기, 그리고 목, 볼, 혀, 코, 귀, 신장 등으로 만든 고기로 돼지 지방을 맛을 위해 첨가하기도 한다. 세계적인 여행전문 가이드지인 론리 플래닛에서는 이 요리를 고기와 호박, 돼지 비계를 넣고 끓인 요리로 설명하고 있다.
칼라브리아 지방에서는 전통적으로 가톨릭 축일에 맞춰 먹으며 오래된 마을일수록 그 풍습을 고스란히 지키기 때문에 축제의 전운을 느끼기에 안성맞춤의 분위기를 제공하는 요소를 한다.
프리툴리는 먹는 방법이 여러가지인데 대개 토요일에 먹으며 적포도주와 함께 마시는 것으로 알려져 있다.
오늘날에도 특이한 접시를 사용하여 프리툴리를 적포도주와 과일, 오렌지, 레몬, 베르가모트를 곁들인 샐러드로 식사를 마친다.